# Craspedacusta hangzhouensis
Craspedacusta hangzhouensis är en nässeldjursart som beskrevs av He 1980. Craspedacusta hangzhouensis ingår i släktet Craspedacusta och familjen Olindiasidae. Inga underarter finns listade i Catalogue of Life.